# Correbidia elegans
Correbidia elegans är en fjärilsart som beskrevs av Druce 1884. Correbidia elegans ingår i släktet Correbidia och familjen björnspinnare. Inga underarter finns listade i Catalogue of Life.